# 1291 Phryne
För andra betydelser, se Phryne.
1291 Phryne eller 1933 RA är en asteroid i huvudbältet som upptäcktes 15 september 1933 av den belgiske astronomen Eugène Joseph Delporte i Uccle. Den har fått sitt namn efter den grekiska kvinnan Fryne.
Asteroiden har en diameter på ungefär 27 kilometer och den tillhör asteroidgruppen Eos.